# Talamillo
Talamillo del Tozo es una localidad situada en la provincia de Burgos, comunidad autónoma de Castilla y León (España), comarca de Páramos, ayuntamiento de Basconcillos del Tozo.

## Datos generales
En 2024 contaba con 19 habitantes (INE). Situado a 9 km al sur de la capital del municipio, Basconcillos, con acceso desde la carretera N-627 a la altura de Trashaedo donde comienza la carretera local que atravesando Fuencaliente de Puerta
llega hasta Humada. Bañada por el río Talamillo afluente del Úrbel.
Talamillo del Tozo se encuentra en una hondonada al abrigo de los vientos fríos del norte. Esta circunstancia es quizás el origen de su nombre derivado de "cuna" o "tálamo", un lecho en el cual descansaron sus primeros pobladores.
Lugar de belleza tranquila y bellos rincones, resuenan en sus calles las aguas del arroyo Congostillo, corriente que une su nombre al asentamiento conocido como Cuevas de Puerta, que estuvo situado al oeste de Talamillo. Nombrado en un documento de la catedral de Burgos con fecha de 1243.
La riqueza de la zona y el trabajo de sus gentes, convierten al sitio en lugar de vertería, esto es, una población que elige libremente a su señor, para cambiar protección a cambio de moneda y productos. 
- La iglesia de Santa María

Situada a un extremo de la población, nos descubre una sobria fachada, en la que destaca la espadaña que cobija las campanas, la prosperidad del sitio hace insuficiente sus estructuras y estas se reforman lo largo de los siglos XV y XVI, perdiéndose gran parte del alzado románico.
Talamillo del Tozo ofrece al visitante una curiosa estructura, un pequeño anexo que cobijó durante años, las reuniones de su concejo, los vecinos se daban cita después de las misas para hablar sobre temas del municipio. Decora esta parte del tiempo los canecillos, figuras que representan oficios, o plasman en la piedra los pecados capitales. El ábside del templo se ha salvado de las reformas de los siglos, piedras de diferentes tonos que marcan las muescas de sus canteros, una de las ventanas está decorada con sencillos motivos vegetales.
```
[[:Archivo:]]
```

- Economía

La estructura económica se fundamenta en la agricultura. Carece de actividad industrial.
Dentro de la agricultura, esta se fundamenta en el cultivo de la patata, y en menor medida del secano, fundamentalmente trigo y cebada.
Existen infraestructuras de regadío para los cultivos de patata. En diferentes variedades de consumo y siembra.
Es está una de las pocas zonas productoras de España, pues en este caso, el fresco clima veraniego permite obtener un producto de calidad, exento de virosis y enfermedades degenerativas, tan frecuentes en la patata.

## Situación administrativa
Entidad Local Menor cuyo alcalde pedáneo es Jesús Ángel García  del Partido Popular
- Mancomunidades: Páramos y Valles

Municipios: Basconcillos del Tozo, Sargentes de la Lora, Tubilla del Agua, Valle de Sedano
- Fines

1. Servicio de recogida de basuras y posterior tratamiento.
2. Servicios Sociales: carente de servicio médico.

## Comarca delTozo
El Tozo es el apellido de una Comarca administrativa ampliada por la fusión de los Ayuntamientos de Basconcillos del Tozo y La Piedra. Se encuentra a menos de 50 kilómetros de la capital burgalesa, ocupa una extensión 8.927 hectáreas. Es una zona de transición a la montaña y ello se ve reflejado en el clima semi-húmedo y frío, con inviernos fríos, duros y largos, con abundancia de nieves y heladas, y veranos cortos y secos. Con grandes oscilaciones termométricas. La lluvia, bastante abundante, queda muy repartida estacionalmente, con la excepción de un periodo más seco de julio y agosto.
- Vía Pecuaria

En el término municipal de Basconcillos, existe una vía pecuaria denominada “Colada del Camino Real de Burgos a Aguilar”.
Esta vía pecuaria posee una anchura variable y una longitud dentro del término municipal de 17,5 km aproximadamente, siendo su dirección sudoeste-noroeste.
- Éxodo rural

Desde la década de los 60 la zona ha perdido cerca de 1.000 habitantes. Esta despoblación en parte se debió a las malas condiciones agrícolas como consecuencia de la calidad y posibilidades de la tierra. Pero sobre todo se debió al afán de progresar de los jóvenes, que emigraban hacia los puntos de actividad industrial.
- Protección Ambiental

La importancia de la Comarca a niveles faunístico y ambiental viene refrendada por diversas figuras de protección ambiental: 
En la zona concurren las siguientes figuras de protección ambiental: LIC (Lugar de Importancia Comunitaria) denominado Humada Peña-Amaya, ZEPA (Zona de Especial Conservación para las Aves) denominada Humada Peña-Amaya.
Las ZEPA y los LIC (Lugar de Importancia Comunitaria), la antesala de lo que en un futuro próximo se conocerán como ZEC (Zonas de Especial Conservación) forman parte de la RED NATURA 2000, atendiendo respectivamente a la Directiva Comunitaria 79/409/CEE, relativa a la Conservación de las Aves Silvestres, y a la directiva 92/43/CEE, sobre hábitats. Estos lugares protegidos son sitios privilegiados desde el punto de vista ambiental y pueden llegar a ser un importante motor de desarrollo socioeconómico para una Comarca tan deprimida como esta. La conservación de las aves en España y toda Europa depende, hoy en día de una adecuada gestión de las aéreas rurales, gestión a la que inexorablemente deberán destinarse fondos europeos, cada vez en mayor medida.

## Topónimo
- Talamillo = "a orillas del Río Talamillo"

- "Talamillo" = tálamo pequeño, final de una cuna (en este caso, final de un valle) donde se encuentra situado el pueblo.

## Apellido
- "Talamillo”, es un apellido de toponimia menor.

Cuando hablamos de "topónimos menores", lo estamos haciendo de espacios rurales, aldeas o
pueblos... 
- Total residentes en España con apellido "Talamillo" = 106

## Zona Turística:Páramos / Sedano y Las Loras
- "Sedano y las Loras"

Municipios: Basconcillos del Tozo, Humada, Los Altos, Rebolledo de la Torre, Sargentes de la Lora, Tubilla del Agua, Úrbel del Castillo, Valle de Sedano y Valle de Valdelucio.
- Monumentos Románicos más emblemáticos:

- Iglesia de San Julián y Santa Basilisa

Ubicación: Rebolledo de la Torre (BURGOS)
Categoría: MONUMENTO  Archivado el 2 de diciembre de 2021 en Wayback Machine.
- Iglesia de San Esteban (Moradillo de Sedano)

Ubicación: Moradillo de Sedano (BURGOS)
Categoría: MONUMENTO 
- Iglesia de San Esteban

Ubicación: Bañuelos de Rudrón, Tubilla del Agua (BURGOS)
Categoría: MONUMENTO
- Iglesia Santa María la Mayor

Ubicación: Fuente Úrbel
Categoría: EIC (Elementos de Interés Cultural de Carácter Local)

## Municipio de Basconcillos del Tozo
TODO el Románico 
- Arcellares: iglesia de San Esteban Protomártir
- Barrio Panizares: iglesia de San Cristóbal
- Basconcillos del Tozo: iglesia de los Santos Cosme y San Damián
- Fuente Úrbel: iglesia de Santa María la Mayor
- Hoyos del Tozo: iglesia de la Santa Cruz
- La Piedra: iglesia de Santa María
- La Rad: iglesia de Santa Eulalia
- Prádanos del Tozo: iglesia de San Martín
- San Mamés de Abar: iglesia de San Mamés de Abad
- Santa Cruz del Tozo: iglesia de la Exaltación de la Santa Cruz
- Talamillo del Tozo: iglesia de Nuestra Señora de la Asunción

## Relevancia históricaPáramos
- Desde estos alfoces, hoy comarcas, se fraguó Castilla.

En el año 860, el rey Ordoño I manda al conde Rodrigo repoblar la vieja ciudad cántabra de Amaya (conquistada por Augusto, Leovigildo, Tarik y Alfonso I). Su hijo Diego Porcelos fundaría Burgos en 884 y desde entonces Castilla no pararía de extender sus territorios.
La creación de los alfoces, es de capital importancia para comprender esta expansión.
La misión primordial fue desde el principio militar, participando además en la hueste regia, cuando se les requería para hacer frente a las grandes acometidas del Islam. De esta manera contribuían a la normalización del régimen aldeano y la protección a escala local.
El alfoz de la Piedra, citado en 1029, con otros siete lugares: Talamillo del Tozo, Fuente Úrbel del Tozo, Santa Cruz del Tozo, Úrbel del Castillo, Quintana del Pino, La Nuez de Arriba y Montorio, con 11 despoblados más. Tenía este alfoz dos castillos, La Piedra y Urbel, destinados en un principio a cerrar la penetración en el alto curso del río Urbel, recuerdo de la primera línea defensiva del baluarte de los siglos VIII y IX. La cabecera del alfoz era La Piedra, que daba nombre al alfoz.

## Historia
Lugar que formaba parte de la Cuadrilla del Tozo en el Partido de Villadiego , uno de los catorce que formaban la Intendencia de Burgos, durante el periodo comprendido entre 1785 y 1833, en el Censo de Floridablanca de 1787 , jurisdicción de señorío siendo su titular el duque de Frías, alcalde pedáneo.
Antiguo municipio, denominado Talamillo del Tozo en Castilla la Vieja , partido de Villadiego código INE- 095151 
En el censo de la matrícula catastral contaba con 15 hogares y 44 vecinos.
Entre el censo de 1857 y el anterior, este municipio desaparece porque se integra en el municipio 09045 Basconcillos del Tozo.
- Estadística Diocesana

Según la primera Estadística Diocesana realizada en el 1858, este era el número de almas que tenía cada pueblo: Arcellares, 81; Barrio Panizares 159; Basconcillos, 87; Fuente Úrbel, 110; Hoyos del Tozo, 108; La Piedra, 173; La Rad, 67; Prádanos del Tozo, 79; Santa Cruz, 155; San Mamés de Abar, 173; Trashaedo, 91 y Talamillo, 125. Todos estaban incorporados a la Vicaría de La Rad.
En su término municipal existe un despoblado llamado Cuevas de Puerta, de donde procede la virgencita de la puerta de la iglesia de Talamillo. Aunque se desconoce la fecha de su traslado.
- Contexto Histórico: 1850 - 1960

TALAMILLO: l. con ayunt. en la prov., aud. terr., c. g. y dióc. de Burgos (7leg.), part. jud. de Villadiego (3): SIT. en un pequeño valle, con buena ventilación. Y CLIMA frío, pero sano; las enfermedades comunes, son fiebres inflamatorias. Tiene 30 CASAS, una igl. parr. (La Asunción) servida por un cura párroco, y un cementerio. El TÉRM. confina N. La Piedra; E. San Mames; S. Villanueva, y O. La Rad; en él se encuentra una ermita dedicada á San Nicolás, y el despoblado de Cuevas. El TERRENO es de mediana calidad; le cruzan varios CAMINOS locales, y el que conduce de Villadiego á Reinosa, todos en mal estado. PROD.: cereales y legumbres; cría ganado lanar y vacuno, y abundante caza de perdices. POBL.: 24 vec., 120 alm. CAP. PROD.: 262,400 rs. IMP.: 25,219 rs. CONTR.: 2,003 rs. 6 mrs. Pascual Madoz

## Parroquia

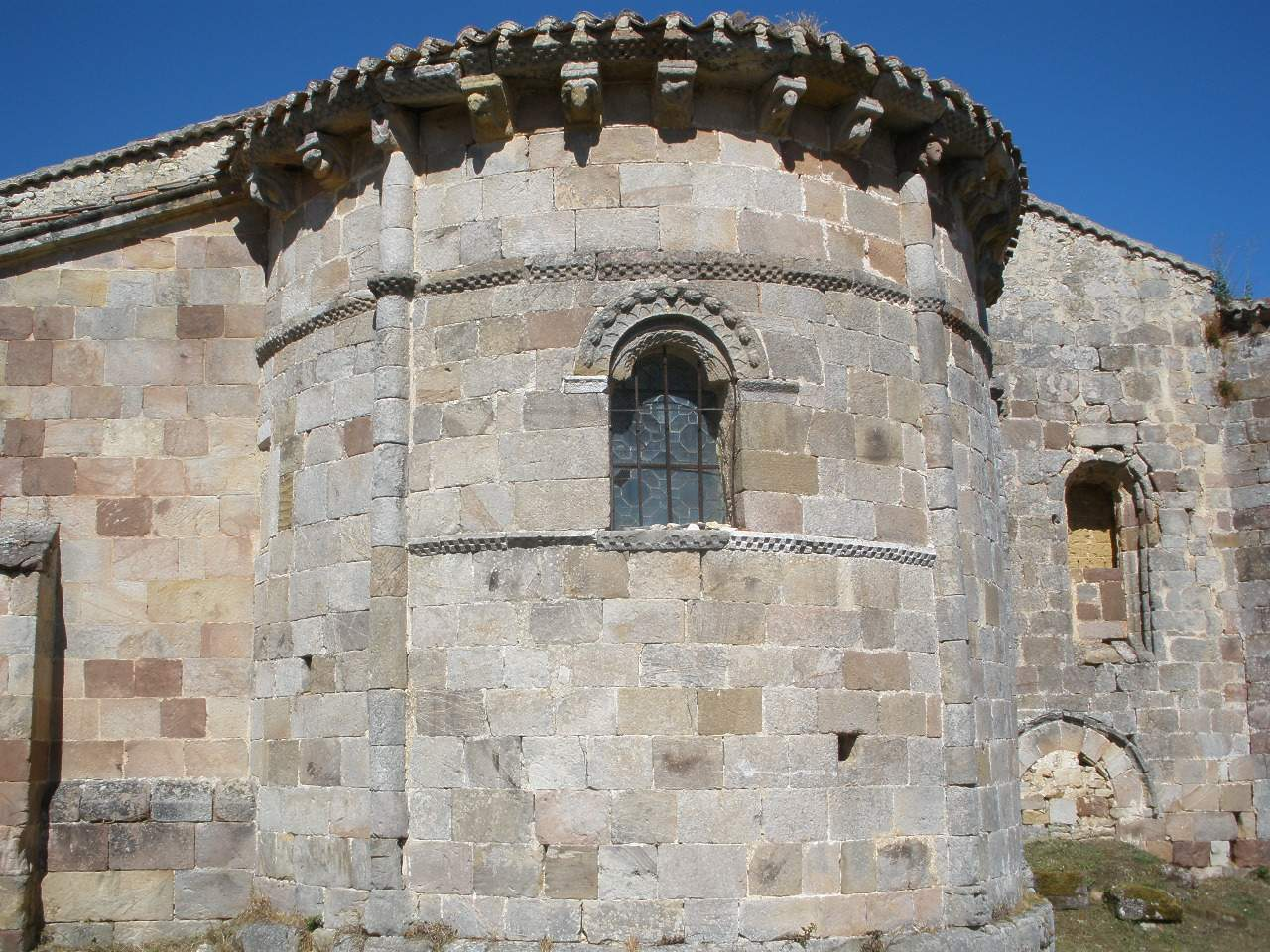
Ábside románico de la iglesia de Nuestra Señora de la Asunción, en Talamillo del Tozo.

Románica (enlace roto disponible en Internet Archive; véase el historial, la primera versión y la última).
- Párroco: José Valdavida Lobo

Elementos Protegidos de Interés Cultural
- Iglesia parroquial